# Eberhard Borchert
Eberhard Borchert (* 22. Mai 1941 in Berlin) ist ein ehemaliger deutscher Fußballspieler und -trainer. Der Offensivspieler hat in der Vertragsliga Berlin bei den Vereinen Berliner SV 92, Viktoria 89 Berlin und Hertha BSC von 1958 bis 1963 insgesamt 44 Oberligaspiele absolviert und zehn Tore erzielt. In den ersten zwei Jahren, 1963/64 und 1964/65, in der neuen Fußball-Bundesliga kamen bei Hertha noch zehn Bundesligaspiele mit drei Toren hinzu.

## Karriere
Der gebürtige Lichterfelder begann seine Karriere 1958 beim Berliner Oberligisten Berliner SV 92. In der Rückrunde debütierte er am 22. März 1959 bei einem 1:0-Auswärtserfolg gegen BFC Südring auf Rechtsaußen. Spieler wie Torhüter Wolfgang Böhnke, Mittelläufer Alfred Herrmann, Außenläufer Horst Friese und Angreifer wie Hans-Georg Gotsch und Heinz Schumann pägten das Spiel des BSV. Borchert lief in vier Ligaspielen auf und der BSV belegte den achten Rang. Als in seinem zweiten Jahr mit Klaus Heuer ein Stürmer 21 Tore erzielte, ging es mit dem BSV auf den vierten Rang nach vorne. Borchert hatte in acht Ligaeinsätzen drei Tore erzielt. Nach zwei Jahren wechselte er zum Ligakonkurrenten Viktoria 89 Berlin, bei dem er aber in der ersten Saison 1960/61 aus Studiengründen pausierte. In der Saison 1961/62 lief er dann an der Seite von Mitspielern wie Helmut Beekmann, Gerhard Pastoors und Werner Nocht in 18 Ligaspielen auf und erzielte zwei Tore. Zur letzten Saison der alten erstklassigen Vertragsliga, 1962/63, wurde er von Hertha BSC verpflichtet.
Mit den Blau-Weißen sicherte er sich auf Anhieb den Gewinn der Berliner Meisterschaft und qualifizierte sich dadurch für die Endrunde um die Deutsche Meisterschaft. In der Verbandsrunde hatte Borchert in 14 Ligaspielen für die Hertha fünf Tore erzielt. Er lief auch am letzten Rundenspieltag, den 5. Mai 1963, bei einem 4:1-Auswärtserfolg gegen den SC Tegel als Linksaußen auf und erzielte zwei Tore. In der Endrunde um die deutsche Fußballmeisterschaft kam er in den vier Spielen gegen den 1. FC Kaiserslautern (1:1), 1. FC Köln (3:6, 1:5) und den 1. FC Nürnberg (0:5) auf. Als letzter Berliner Vertragsliga-Meister hatte sich die Hertha für die neugegründete Bundesliga ab der Saison 1963/64 qualifiziert.
Borchert kam dabei siebenmal zum Einsatz und erzielte drei Tore – alle am 15. April 1964 beim 5:2-Heimsieg gegen den SV Werder Bremen. Der Angriff von Hertha war beim 5:2-Heimerfolg mit Carl-Heinz Rühl, Helmut Faeder, Hans-Joachim Altendorff, Lutz Steinert und Borchert auf Linksaußen besetzt gewesen. In der Bundesliga Chronik 1963/64 ist dazu notiert: „Für den zuletzt enttäuschenden Beyer hatte Hertha-Coach Josef Schneider  dem seit einem halben Jahr auf der Reserveband schmorenden Borchert auf dem Linksaußenposten eine Chance gegeben und - alles richtig gemacht. Borchert feierte mit drei Treffern ein gelungenes Comeback.“ Bei Werder bildeten Günter Bernard, Josef Piontek und Max Lorenz das Schlussdreieck. Auch in der folgenden Saison konnten sich die Hauptstädter sportlich den Klassenerhalt sichern, mussten aber aufgrund der Zahlung überhöhter Gehälter zwangsabsteigen.
Im DFB-Pokal 1964 drang Borchert mit Hertha BSC nach Erfolgen gegen den Meidericher SV (2:1 n. V.), SpVgg Fürth (4:3) und am 20. Mai 1964 gegen den ersten Bundesligameister 1. FC Köln (4:2) bis in das Halbfinale am 3. Juni 1964 gegen Eintracht Frankfurt vor. Das Spiel in Frankfurt verlor die Hertha mit Linksaußen Borchert mit 1:3. Im 1. Hauptrundenspiel gegen Meiderich hatte er für den Siegtreffer in der Verlängerung gesorgt. Beim 4:3 gegen Fürth sorgte er für den 4:2-Zwischenstand und auch bei der Sensation gegen den 1. FC Köln stürmte er am linken Flügel.
Daraufhin wechselte Borchert zum FC Luzern in die Schweiz. Später ließ er seine Karriere beim SC Buochs ausklingen, bei dem er im Anschluss auch für einige Zeit Trainer war.

## Erfolge
- Berliner Meister: 1963

## Privates
Später arbeitete Borchert als Verlagschef unter anderem für Sport Zürich. Seit seinem Wechsel in die Schweiz lebt er im kleinen Ort Ennetmoos.